# Copa del Rey de hockey patines
La Copa de S.M. el Rey de hockey sobre patines es una competición oficial de ámbito nacional de hockey sobre patines, que se disputa anualmente, por sistema de eliminación directa, en España.
Creada en 1944 como Copa del Generalísimo, es el torneo nacional de hockey sobre patines más antiguo que se disputa en España y, antes de la creación de la División de Honor Nacional, el ganador de la Copa era considerado, informalmente, el "Campeón de España" de hockey patines.  
Desde 1999, la Copa del Rey se disputa con el formato actual de fase final con ocho contendientes en una sede neutral.
El FC Barcelona es, con 26 trofeos conquistados, el equipo más laureado en esta competición.
El campeón de la copa tiene derecho a disputar la "Supercopa de España" frente al campeón de liga y obtiene plaza para la Copa de la CERS de la siguiente temporada.

## Palmarés
| Edición          | Año  | Sede                     | Campeón              | Subcampeón                        | Resultado                 |
| ---------------- | ---- | ------------------------ | -------------------- | --------------------------------- | ------------------------- |
| I Detalles       | 1944 | Barcelona                | RCD Español          | CH Cerdanyola                     | 4-1                       |
| II Detalles      | 1945 | Reus                     | Unió Barcelona       | Girona CH                         | 2-1                       |
| III Detalles     | 1946 | Gerona                   | CN Reus Ploms        | RCD Español                       | 6-3                       |
| IV Detalles      | 1947 | Barcelona                | RCD Español          | GEiEG Girona                      | 9-3                       |
| V Detalles       | 1948 | Reus                     | RCD Español          | Club Patí                         | 3-1                       |
| VI Detalles      | 1949 | Barcelona                | RCD Español          | GEiEG Girona                      | 6-0                       |
| VII Detalles     | 1950 | Barcelona                | Club Patí            | Reus Deportiu                     | 5-2                       |
| VIII Detalles    | 1951 | Barcelona                | RCD Español          | Reus Deportiu                     | 9-4                       |
| IX Detalles      | 1952 | Barcelona                | Reus Deportiu        | RCD Español                       | 2-1                       |
| X Detalles       | 1953 | Barcelona                | FC Barcelona         | RCD Español                       | 2-1                       |
| XI Detalles      | 1954 | Valencia                 | RCD Español          | Reus Deportiu                     | 2-1                       |
| XII Detalles     | 1955 | Madrid                   | RCD Español          | FC Barcelona                      | 2-1                       |
| XIII Detalles    | 1956 | Barcelona                | RCD Español          | FC Barcelona                      | 2-1                       |
| XIV              | 1957 | Salamanca                | RCD Español          | FC Barcelona                      | 4-1                       |
| XV               | 1958 | Madrid                   | FC Barcelona         | RCD Español                       | 1-0                       |
| XVI              | 1959 | San Hipólito de Voltregá | Arrahona de Sabadell | CP Voltregà                       | Sistema de liga           |
| XVII             | 1960 | Barcelona                | CP Voltregà          | FC Barcelona                      | Sistema de liga           |
| XVIII            | 1961 | Salt                     | RCD Español          | Igualada HC                       | Sistema de liga           |
| XIX              | 1962 | Palma de Mallorca        | RCD Español          | CP Voltregà                       | Sistema de liga           |
| XX               | 1963 | Sardañola del Vallés     | FC Barcelona         | CP Voltregà                       | Sistema de liga           |
| XXI              | 1964 | La Coruña                | CP Vilanova          | CP Voltregà                       | Sistema de liga           |
| XXII             | 1965 | Gerona                   | CP Voltregà          | Arrahona de Sabadell              | 2-0                       |
| XXIII            | 1966 | Barcelona                | Reus Deportiu        | CP Vilanova                       | 1-0                       |
| XXIV             | 1967 | Mataró                   | CH Mataró            | CP Vilanova                       | 2-1                       |
| XXV              | 1968 | Alicante                 | CP Vilanova          | CA Montemar                       | 2-1                       |
| XXVI             | 1969 | San Carlos de la Rápita  | CP Voltregà          | FC Barcelona                      | 4-1                       |
| XXVII            | 1970 | Barcelona                | Reus Deportiu        | CP Voltregà                       | 5-1                       |
| XXVIII           | 1971 | Barcelona                | Reus Deportiu        | CE Noia                           | 4-1                       |
| XXIX             | 1972 | Sabadell                 | FC Barcelona         | Reus Deportiu                     | 3-1                       |
| XXX              | 1973 | Mieres                   | Reus Deportiu        | CH Cerdanyola                     | 5-4                       |
| XXXI             | 1974 | Sevilla                  | CP Voltregà          | FC Barcelona                      | 4-2                       |
| XXXII            | 1975 | Sabadell                 | FC Barcelona         | CP Voltregà                       | 3-1                       |
| XXXIII           | 1976 | Alcoy                    | CP Vilanova          | CP Voltregà                       | 5-5                       |
| XXXIV            | 1977 | Murcia                   | CP Voltregà          | FC Barcelona                      | 7-2                       |
| XXXV             | 1978 | Lloret de Mar            | FC Barcelona         | CP Voltregà                       | 5-4                       |
| XXXVI            | 1979 | Alcobendas               | FC Barcelona         | Reus Deportiu                     | 2-0                       |
| XXXVII           | 1980 | Salamanca                | CP Cibeles           | FC Barcelona                      | 4-0                       |
| XXXVIII          | 1981 | Vich                     | FC Barcelona         | CP Cibeles                        | 4-2                       |
| XXXIX            | 1982 | Alcoy                    | HC Liceo             | Reus Deportiu                     | 8-5                       |
| XL               | 1983 | Santa Cruz de Tenerife   | Reus Deportiu        | HC Liceo                          | 4-1                       |
| XLI              | 1984 | La Coruña                | HC Liceo             | FC Barcelona                      | 4-2                       |
| XLII             | 1985 | Palma de Mallorca        | FC Barcelona         | HC Liceo                          | 7-0                       |
| XLIII            | 1986 | La Coruña / Barcelona    | FC Barcelona         | HC Liceo                          | 3-3 / 5-2                 |
| XLIV             | 1987 | Barcelona / La Coruña    | FC Barcelona         | HC Liceo                          | 12-3 / 6-6                |
| XLV              | 1988 | Oviedo                   | HC Liceo             | CE Noia                           | El CE Noia no se presentó |
| XLVI             | 1989 | La Coruña / Igualada     | HC Liceo             | Igualada HC                       | 7-7 / 4-3                 |
| XLVII            | 1990 | Alcobendas               | AA Dominicos         | Reus Deportiu                     | 2-1                       |
| XLVIII           | 1991 | Oviedo                   | HC Liceo             | CP Voltregà                       | 5-1                       |
| XLIX             | 1992 | Lloret de Mar            | Igualada HC          | CP Voltregà                       | 2-1                       |
| L                | 1993 | Santiago de Compostela   | Igualada HC          | CP Voltregà                       | 6-3                       |
| LI               | 1994 | San Sadurní de Noya      | FC Barcelona         | HC Liceo                          | 5-3                       |
| LII              | 1995 | Sardañola del Vallés     | HC Liceo             | CP Vic                            | 5-2                       |
| LIII             | 1996 | Sardañola del Vallés     | HC Liceo             | Igualada HC                       | 5-4                       |
| LIV              | 1997 | Alcobendas               | HC Liceo             | Igualada HC                       | 9-3                       |
| LV               | 1998 | Blanes                   | CE Noia              | Igualada HC                       | 3-3                       |
| LVI              | 1999 | Alcobendas               | CP Vic               | Igualada HC                       | 6-6                       |
| LVII             | 2000 | Blanes                   | FC Barcelona         | CP Voltregà                       | 3-3                       |
| LVIII            | 2001 | San Sadurní de Noya      | Blanes HCF           | CP Voltregà                       | 3-2                       |
| LIX              | 2002 | Vich                     | FC Barcelona         | Igualada HC                       | 3-1                       |
| LX               | 2003 | Villanueva y Geltrú      | FC Barcelona         | CP Vic                            | 2-0                       |
| LXI              | 2004 | Jerez de la Frontera     | HC Liceo             | Igualada HC                       | 2-0                       |
| LXII             | 2005 | Reus                     | FC Barcelona         | CP Vic                            | 2-0                       |
| LXIII Detalles   | 2006 | Lloret de Mar            | Reus Deportiu        | FC Barcelona                      | 3-2                       |
| LXIV Detalles    | 2007 | Alcoy                    | FC Barcelona         | Reus Deportiu                     | 3-1                       |
| LXV Detalles     | 2008 | Igualada                 | CE Noia              | CP Vic                            | 2-2 (p. 1-0)              |
| LXVI Detalles    | 2009 | La Coruña                | CP Vic               | FC Barcelona                      | 2-1                       |
| LXVII Detalles   | 2010 | Lloret de Mar            | CP Vic               | CP Vilanova                       | 4-2                       |
| LXVIII Detalles  | 2011 | Blanes                   | FC Barcelona         | Reus Deportiu                     | 4-2                       |
| LXIX Detalles    | 2012 | Villanueva y Geltrú      | FC Barcelona         | CE Noia                           | 3-2                       |
| LXX Detalles     | 2013 | Oviedo                   | CE Vendrell          | Reus Deportiu                     | 4-3                       |
| LXXI Detalles    | 2014 | Lérida                   | CE Vendrell          | FC Barcelona                      | 6-3                       |
| LXXII Detalles   | 2015 | Blanes                   | CP Vic               | FC Barcelona                      | 2-1                       |
| LXXIII Detalles  | 2016 | Reus                     | FC Barcelona         | CP Vic                            | 4-1                       |
| LXXIV Detalles   | 2017 | Alcobendas               | FC Barcelona         | Reus Deportiu                     | 4-3                       |
| LXXV Detalles    | 2018 | Lloret de Mar            | FC Barcelona         | HC Liceo                          | 2-1                       |
| LXXVI Detalles   | 2019 | Reus                     | FC Barcelona         | Deportivo Liceo                   | 4-1                       |
| LXXVII Detalles  | 2021 | La Coruña                | Deportivo Liceo      | FC Barcelona                      | 3-2                       |
| LXXVIII Detalles | 2022 | Lérida                   | FC Barcelona         | Reus Deportiu                     | 4-0                       |
| LXXIX Detalles   | 2023 | Calafell                 | FC Barcelona         | Deportivo Liceo                   | 4-2                       |
| LXXX Detalles    | 2024 | Calafell                 | FC Barcelona         | Hoquei Club Sant Just             | 6-0                       |
| LXXXI Detalles   | 2025 | Calafell                 | Reus Deportiu        | Club Esportiu Lleida Llista Blava | 5-4                       |

## Títulos por equipo

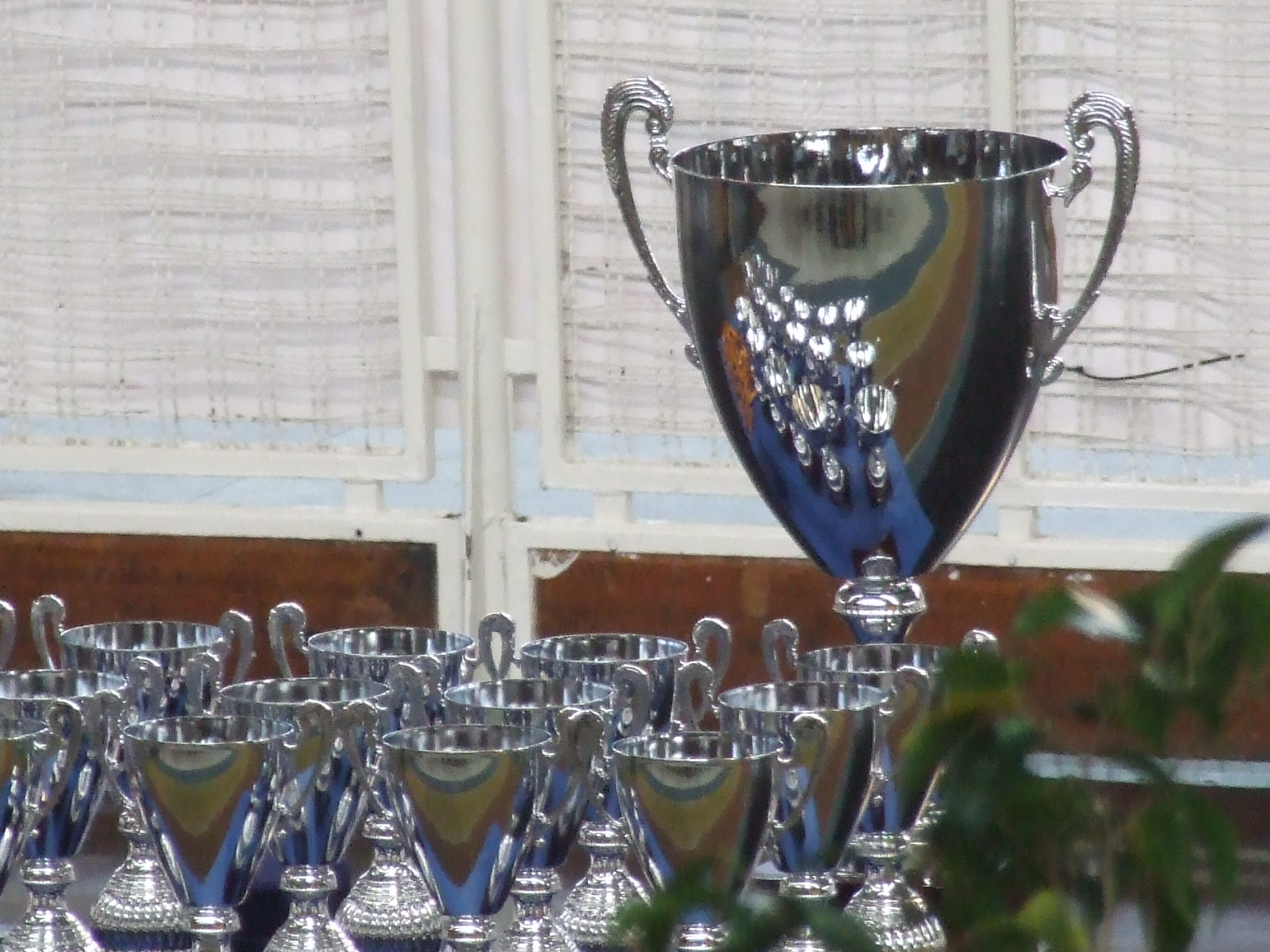
Premios concedidos a los ganadores de la Copa del Rey de hockey patines 2013, celebrada el 3 de marzo en Oviedo.

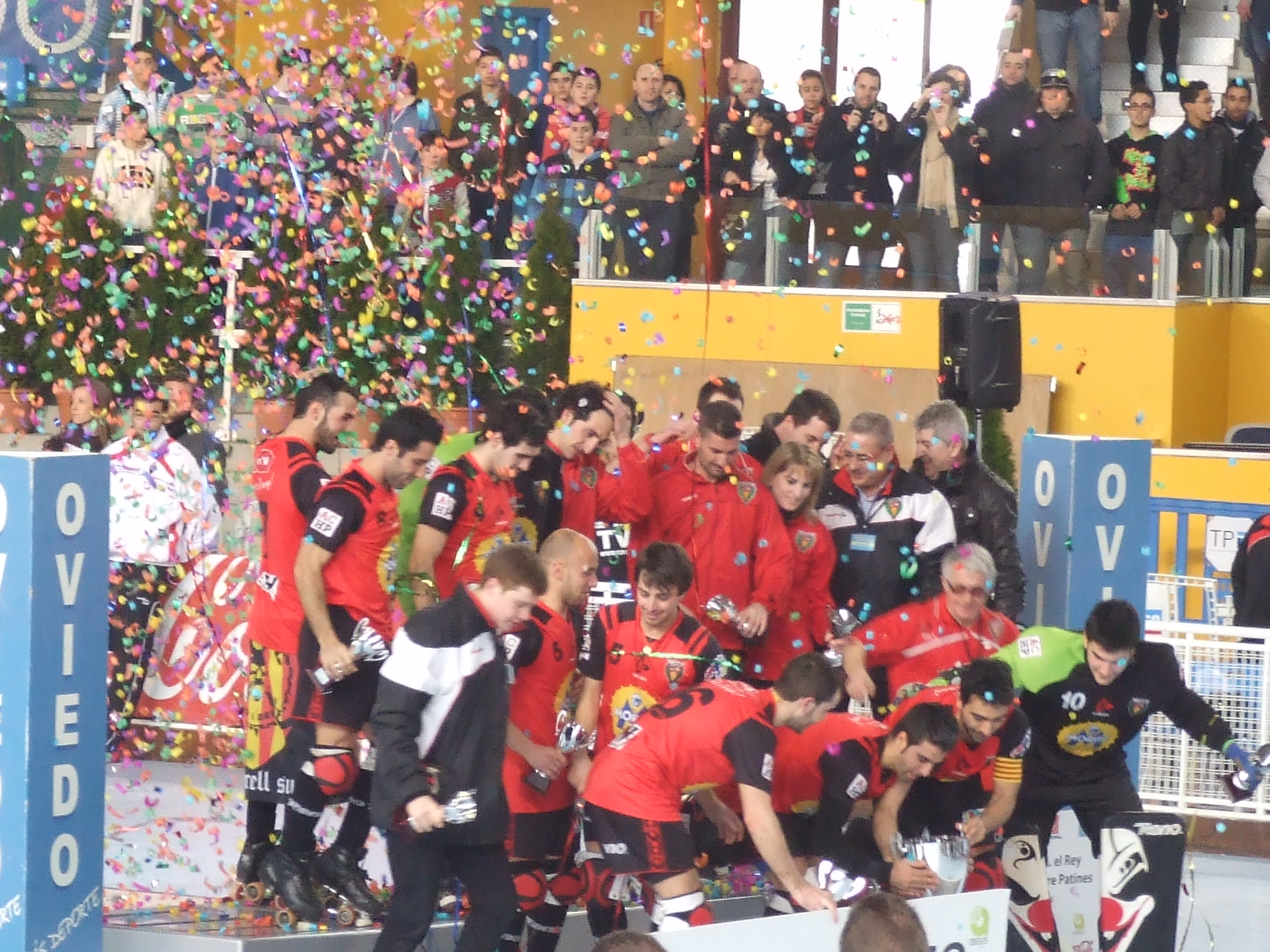
Celebración del Moritz CE Vendrell ganador de la Copa del Rey 2013 celebrada el 3 de marzo en Oviedo.

| Equipo                  | Campeonatos ganados |
| ----------------------- | --- |
| FC Barcelona            | 26 (1953, 1958, 1963, 1972, 1975, 1978, 1979, 1981, 1985, 1986, 1987, 1994, 2000, 2002, 2003, 2005, 2007, 2011, 2012, 2016, 2017, 2018, 2019, 2022, 2023, 2024) |
| RCD Español             | 11 (1944, 1947, 1948, 1949, 1951, 1954, 1955, 1956, 1957, 1961, 1962)                                                                                           |
| HC Liceo                | 10 (1982, 1984, 1988, 1989, 1991, 1995, 1996, 1997, 2004, 2021)                                                                                                 |
| Reus Deportiu           | 8 (1952, 1966, 1970, 1971, 1973, 1983, 2006, 2025) |
| CP Voltregà             | 5 (1960, 1965, 1969, 1974, 1977) |
| CP Vic                  | 4 (1999, 2009, 2010, 2015) |
| CP Vilanova             | 3 (1964, 1968, 1976) |
| Igualada HC             | 2 (1992, 1993) |
| CE Noia                 | 2 (1998, 2008) |
| Moritz CE Vendrell      | 2 (2013, 2014) |
| Unión Barcelona         | 1 (1945) |
| CN Reus Ploms           | 1 (1946) |
| Club Patín de Barcelona | 1 (1950) |
| Arrahona de Sabadell    | 1 (1959) |
| CH Mataró               | 1 (1967) |
| Cibeles Oviedo          | 1 (1980) |
| AA Dominicos            | 1 (1990) |
| Blanes HCF              | 1 (2001) |
| Total                   | 81 |